# Cloverdale (California)
Cloverdale è una città della contea di Sonoma, in California, Stati Uniti. La Northwestern Pacific Railroad raggiunse Cloverdale nel 1872. La Cloverdale Rancheria of Pomo Indians of California ha qui il proprio quartier generale.

## Geografia fisica
Cloverdale si trova nella parte più a nord della contea di Sonoma, ed è quindi la città che si trova più a nord delle nove contee che fanno parte della San Francisco Bay Area, circa 135 chilometri a nord di San Francisco. La U.S. Route 101 e la State Route 128 attraversano la città.
La città ha un'area totale di 6,5 km².
Cloverdale fa parte della Wine Country, trovandosi nella Alexander Valley AVA.